# Bildsensor
Bildsensor är en ljuskänslig komponent i digitalkameror som har samma funktion som den fotografiska filmen har i analoga kameror. I digitala kameror utgörs bildsensorn vanligtvis av en halvledarkomponent av typ CCD eller CMOS.

## Pixelstorlek och bildsensorer

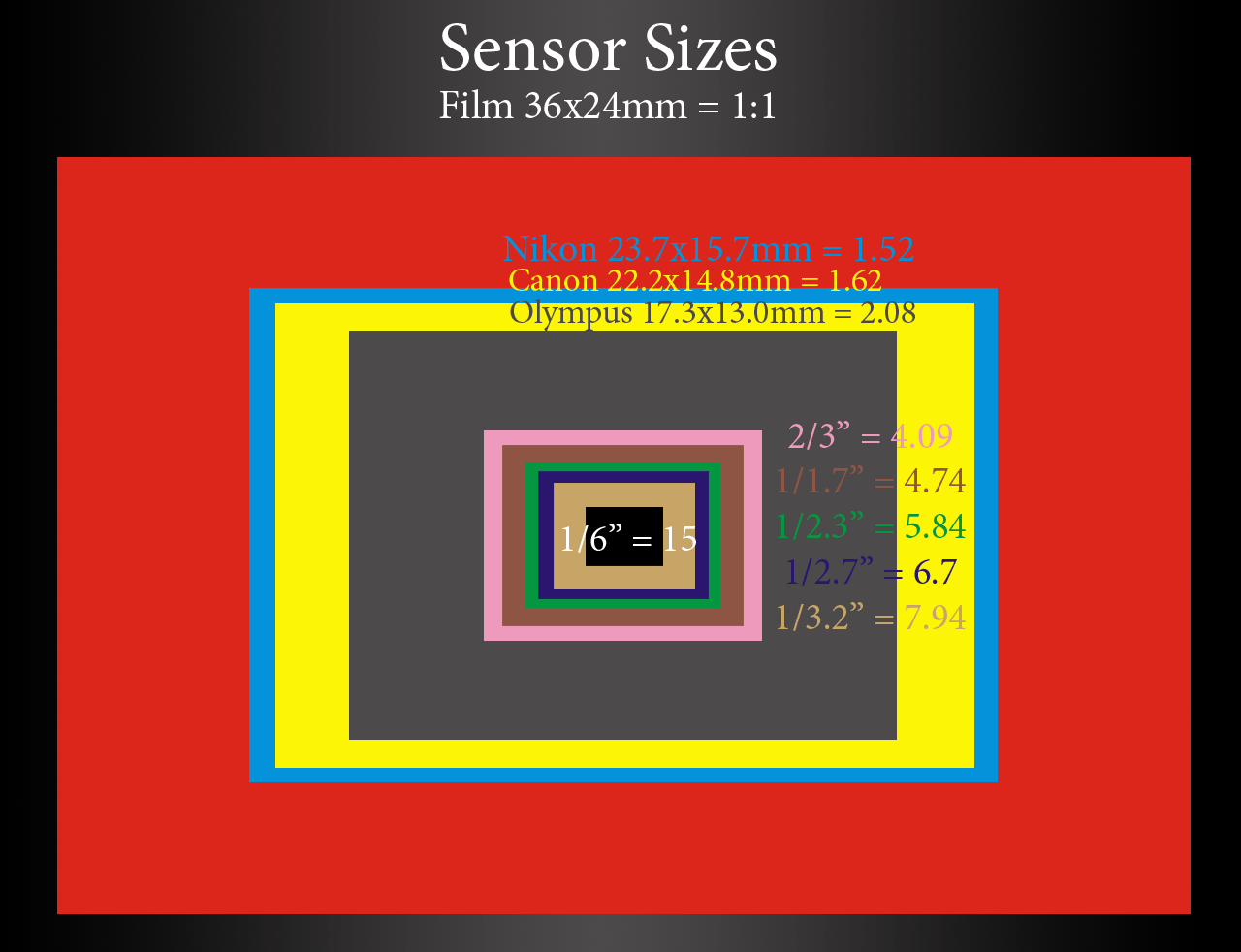
Digitala bildsensorstorlekar

Bayer-mönster på bildsensor

Storleken av de individuella pixlarna plus upplösningen av en bildsensor avgör till stor del bildkvalitén. Generellt kan man säga att en större pixel samlar in mer ljus och ger mindre brus i bildåtergivningen än en mindre pixel. Speciellt i svagt ljus är det därför fördelaktigt med en större pixelstorlek. Antalet pixlar i en bildsensor avgör bildsensorns upplösning av bilden. Storleken av de individuella pixlarna och antalet pixlar bestämmer storleken på bildsensorn.
CMOS bildsensorer undergår idag en snabb utveckling. Emedan 8 megapixel ansågs adekvat för ett par år sedan så är 24 MP idag vanligt. Nikon D800(E) använder en 36 MP-sensor. Enligt rykten så testar både Sony och Canon fullformat-sensorer med uppemot 48 MP.
Ett resultat av högupplösta sensorer är att kraven på objektivens upplösning ökar och kravet på skakfri och vibrationsfri kamerahantering ökar. Dessutom ökar naturligtvis bildfilernas storlek och minnesbehov.
Det är troligt att framtidens bild inte kommer att ha samma pixel-antal eller upplösning som bildsensorn. Högupplösta sensorer kommer att användas for att matematiskt producera bilder med större dynamiskt omfång och lägre brus samtidigt som bildfilens storlek förblir hanterbar för bildbehandling och förvaring.
En annan utveckling av bildsensorer är att de idag innehåller specialkonstruerade pixlar och pixelkombinationer som används för att producera snabb och preliminär PDAF-fokus (phaze detect focus) såväl som noggrann slutlig CDAF-fokus (contrast detect focus) för en ny generation kompakta, spegellösa, högupplösta, fullformat-systemkameror.
Sensorns storlek påverkar någonting som kallas förlängningsfaktor, vilket är en jämförelse mellan den uppenbara brännvidden av ett objektiv använt med en mindre bildsensor, och dess brännvidd använt med en fullformat-sensor.
Förlängningsfaktorn är ett mycket subjektivt begrepp. En bild tagen med ett 50 mm objektiv och en fullformat-sensor producerar en viss bild. Samma 50 mm objektiv på en kamera med en mindre sensor projicerar samma bild men sensorn är endast stor nog att registrera den centrala delen av bilden. Den mindre bilden är helt enkelt en beskärning av den större bilden. När dessa två bilder visas i samma format så framstår den senare bilden som en beskuren zoom av bilden från den större sensorn. Detta kan användas vid till exempel fågelskådning genom att sätta ett 600 mm objektiv på en Nikon V1 som har en liten men högupplöst bildsensor, för att producera en förstoring som motsvarar ett 1600 mm objektiv på en kamera med en fullformat-sensor.
Ett objektiv med 300 mm brännvidd monterat på en kamera med en DX-sensor med en förlängningsfaktor på 1,5 ger samma bildsnitt som ett objektiv med brännvidd 300 × 1,5 = 450 mm ger på en FX eller fullformat-kamera. I dagens läge så vore en beskrivning av objektivets bildvinkel ett mer användbart mått än den teoretiska brännvidden.
Formellt kan man räkna ut hur stor bildvinkeln, Φ, blir med följande formel:
{\displaystyle \Phi =2\cdot \arctan \left({\frac {D}{2\cdot f}}\right)}
där D är sensorstorleken och f är brännvidden. 
Begreppet förlängningsfaktor eller faktorförlängning började användas först när de digitala kamerorna gjorde intåg med sina mycket små sensorer. Begreppet behövdes eftersom ett objektiv av en given brännvidd ger olika bildsnitt beroende på storleken av sensorn.
Idag produceras objektiv som är optimerade för digitalkamerornas olika sensorstorlekar. Dessutom är en standardisering på gång vilket kommer att resultera i approximativt 5 populära sensorstorlekar för kameror; alltifrån mobiltelefoner till fullformat-kameror.

## Pixelkonstruktion
En ljuskänslig CMOS-pixel känner bara ljusintensitet, inte färg. För att producera en färgbild placeras ett litet färgfilter framför varje pixel. De primärfärger som används är rött, grönt och blått (RGB). Eftersom det mänskliga ögat är extra känsligt för grönt så används grupper av pixlar i arrangemang av fyra pixlar bestående av en röd, två gröna och en blå. Mönstret kallas ett Bayerfilter efter uppfinnaren som arbetade för Kodak.
På senare tid har man börjat experimentera med oregelbundna arrangemang av dessa grupper av fyra pixlar för att minska risken för en typ av störande interferensmönster i bilderna som kallas Moiré-mönster.

## Moiré
Moiré är en typ av interferens som inträffar när två mönster överlagras i en virtuell eller fysisk bild. I detta fall är det ena ett mönster i det avbildade objektet, ett punkt- eller rutmönster, raka parallella linjer, ett staket eller liknande, medan det andra mönstret är pixelmatrisen i bildsensorn.

## Anti-aliasing-filter (AA-filter)
En metod som fortfarande används i de flesta digitala kameror är ett anti-aliasing-filter placerat framför bildsensorn. AA-filtret reducerar förekomsten av Moiré-mönster men gör det till ett högt pris. Filtret gör sitt jobb genom att bryta upp ljusstrålar i två strålar och sedan lägga ihop dem igen på "nästan" samma plats på bildsensorn. Priset för att undvika Moiré-mönster är alltså en mikroskopiskt suddig bild. I kameror med mycket hög upplösning blir förlusten av skärpa mer uppenbar och på gränsen till oacceptabel. Nikon D800 har en 36 MP bildsensor och säljs därför i två versioner; D800 med AA-filter och D800E som har ett filter, om än kraftigt modifierat för att uppnå liknande den effekt man får utan. Kameror tillverkade av Leica, Pentax och Hasselblad saknar också AA Filter.

## Upplösning, detaljrikedom och skärpa
Kvalitén på en bild är först och främst beroende av kameraobjektivets kvalitet och upplösningsförmåga. Upplösningsförmågan av ett objektiv mäts genom dess förmåga att avbilda ett visst antal svart-vita linje-par per millimeter. Nikons bästa kameraobjektiv avbildar 60 linje-par per millimeter. Detta motsvarar ett linjeavstånd på 16 µm. En 24 MP fullformat bildsensor har ett pixelavstånd på 8 µm. Även om detta försämras av ett AA filter så är det lätt att se att även bästa tänkbara kameraobjektiv är på gränsen till att kunna matcha upplösningen av dagens bildsensorer.

## Brus
Brus förekommer både som kromatiskt brus och som färgbrus. Kromatiskt brus syns som oväntade variationer i ljusstyrka mellan pixlar av liknande färg, oftast i gråskalan mellan svart och vitt. Färgbrus yttrar sig framförallt som felaktigt färgade pixlar inom ett annars homogent färgat område.
Den vanligaste anledningen till brus är att man gått utanför det känslighetsområde som kamerans bildsensor är lämpad för. Varje sensor har ett idealiskt ISO-värde där den tecknar som bäst, idag är detta mellan 100 ISO och 800 ISO. ISO-inställningen var tidigare en manuell inställning som kontrollerar bildsensorns känslighet genom att reglera förstärkningen av signalerna från bildsensorns pixlar. Moderna kameror erbjuder automatisk ISO kontroll vilket automatiskt reglerar sensorsignalernas förstärkning. Om bildscenen är mycket mörk, förstärks sensorsignalerna för att producera en acceptabel bild inom de val av bländare och exponeringstid som fotografen gjort manuellt eller kameran gör automatiskt. Om bildsignalen måste förstärkas mycket, kan bilden få mycket brus. Kameror med automatisk ISO reglerar därför ofta förstärkningen inom ett rimligt intervall mellan 100 och 6400 ISO. Man kan sedan via menyn välja att gå utanför detta intervall, i vissa fall upp till 512 000 ISO.
Bildbehandlingsprogram kan reducera detta brus, men ytterligare belysning eller blixt är att föredra om omständigheterna tillåter.